# Elisabeth Abbema
Elisabeth Abbema (1638 - 1674) was een Nederlandse gouverneursvrouw. Abbema was van 1664 tot haar dood in 1674 gehuwd met Joan Maetsuycker, de gouverneur-generaal van Batavia.
Elisabeth Abbema was de dochter van de prediker Fredericus Abbema (1610-1659) en Cecilia Elisabeth du Vayer. In 1655 verliet het gezin de Republiek der Zeven Verenigde Nederlanden en voer met de "Arnhem" via Batavia en Ambon naar Ternate, waar Fredericus was aangesteld als predikant. Abbema huwde 1656 met Simon Cos (gestorven in 1664), de raad-ordinair van de Verenigde Oostindische Compagnie en van 1662 tot 1664 gouverneur van Amboina. Na de dood van Cos in 1664 vroeg zijn opvolger, Johan van Dam, Abbema ten huwelijk. Voordat hun huwelijk daadwerkelijk in Batavia voltrokken kon worden, werd de bemiddelde Abbema geschaakt door Joan Maetsuycker (1606-1678). Maetsuycker was van 1653 tot 1678 de gouverneur-generaal van alle VOC-bezittingen buiten de Republiek. Zes maanden na de dood van Cos trad Abbema in het huwelijk met Maetsuycker.
Als vrouw van een hooggeplaatste functionaris kon Abbema - beschermd door de positie van haar echtgenoot - gebruik maken van diens netwerk voor illegale praktijken. Zo kocht en verkocht Abbema samen met de echtgenote van de VOC-functionaris Antonie Paviljoen illegale handelswaar; waarbij het door hun beider netwerk geen probleem was om de producten op te slaan en te distribueren.
Abbema wordt beschreven als een intelligente vrouw die haar positie onder de elite in de samenleving gebruikte om invloed uit te oefenen.